# Sverige i U17-Europamästerskapet i fotboll för herrar 2018
Sveriges fotbollslandslag deltog för tredje gången i U17-EM vid mästerskapet 2018. Mästerskapet avgjordes i England 4-20 maj 2018 och Sverige tog sig till kvartsfinal, där de åkte ut mot Italien.
Svensk förbundskapten var Roger Franzén.

## Spelartruppen
Sveriges fotbollslandslag i U17-Europamästerskapet i fotboll 2018 den 17 april 2018.
| Namn                      | Position    | Klubblag                        | Noteringar |
| 1. Simon Andersson        | Målvakt     | Halmstads BK                    |            |
| 2. Isac Larsson           | Försvarare  | Halmstads BK                    |            |
| 3. Helmer Andersson       | Försvarare  | Örebro SK                       |            |
| 4. Adam Ben Lamin         | Försvarare  | Vasalunds IF (Utlånad från AIK) |            |
| 5. Hampus Svensson        | Försvarare  | Kalmar FF                       |            |
| 6. Teodor Stenshagen      | Försvarare  | GIF Sundsvall                   |            |
| 7. Fredrik Hammar         | Mittfältare | IF Brommapojkarna               |            |
| 8. Kevin Ackermann        | Mittfältare | BK Häcken                       |            |
| 9. Alex Timossi Andersson | Anfallare   | Helsingborgs IF                 |            |
| 10. Manasse Kusu          | Mittfältare | IFK Norrköping                  |            |
| 11. Jack Lahne            | Anfallare   | IF Brommapojkarna               |            |
| 12. Kristoffer Westerberg | Målvakt     | IF Brommapojkarna               |            |
| 13. Amel Mujanic          | Mittfältare | Malmö FF                        |            |
| 14. Rasmus Wikström       | Försvarare  | IFK Göteborg                    |            |
| 15. Sylvin Kayembe        | Mittfältare | IK Sirius                       |            |
| 16. Benjamin Nygren       | Anfallare   | IFK Göteborg                    |            |
| 17. Noah Alexandersson    | Mittfältare | IFK Göteborg                    |            |
| 18. Julian Larsson        | Anfallare   | AIK                             |            |
| 19. Victor Backman        | Mittfältare | Kalmar FF                       |            |
| 20. Samuel Ohlsson        | Försvarare  | IFK Göteborg                    |            |